# Rena Nōnen
Rena Nōnen (能年 玲奈, Nōnen Rena, née le 13 juillet 1993) à Kamikawa (Hyōgo) est une actrice, mannequin, chanteuse et réalisatrice  japonaise. À partir de juillet 2016, elle prend le nom d'artiste de Non (のん).

## Carrière
Nōnen fait ses débuts en tant que mannequin en 2006 et est sélectionnée comme ambassadrice pour Calpis en 2012. En 2012, elle est choisie lors d'une audition de 1953 femmes pour jouer l'héroïne de l'asadora de la NHK Amachan, dans laquelle elle incarne une lycéenne qui décide de devenir ama ainsi qu'une idole ; Amachan est un succès d'audience. Nōnen est « l'ambassadrice des relations publiques » pour le Kōhaku Uta Gassen 2013 et un artiste vedette de l'émission, chantant et dirigeant le groupe d'idoles. Elle commence une carrière solo en 2017 avec son premier single Ohirome Pack puis un premier album Superhero's en 2018.
Elle est réalisatrice et scénariste de Ochi o Tsuke Nanse en 2019 et de Ribbon en 2021.

## Filmographie
Cinéma
- 2010 : Confessions
- 2011 : Abatâ
- 2012 : Gummô ebian!
- 2012 : Karasu no Oyayubi
- 2013 : Himawari: Okinawa wa wasurenai, ano hi no sora wo
- 2014 : Hot Road
- 2014 : Princess Jellyfish
- 2016 : Dans un recoin de ce monde (voix)
- 2019 : Ochi o Tsuke Nanse
- 2020 : Hoshikuzu no machi
- 2020 : 8-ka de shinda kaijû no 12-nichi no monogatari
- 2020 : Tempura
- 2021 : Ribbon
- 2022 : Sakana no ko
- 2022 : Three Sisters of Tenmasou
- 2025 : Bullet Train Explosion de Shinji Higuchi

Séries télévisées
- 2011 : Taisetsu na koto wa subete kimi ga oshiete kureta (10 épisodes)
- 2011 : Kôkôsei resutoran (9 épisodes)
- 2012 : Kagi no kakatta heya (10 épisodes)
- 2012 : Summer Rescue: tenkû no shinryôjo (9 épisodes)
- 2013 : Amachan (156 épisodes)

## Discographie
Album
- 2018 : Super Heroes

Singles
- Ohirome Pack (2017)
- スーパーヒーローになりたい (?) (Superhero ni Naritai/I Want To Be A Superhero) (2017)
- RUN!!! (2018)
- わたしはベイベー (?) (Watashi wa Baby/I am baby) (2018)
- やまないギャル (?) (Yamanai Girl) (2019)
- Baby Face (2019)
- この町は (?) (Kono Machi Ha) (2019)
- わたしは部屋中 (?) (Watashi wa Heyaju) (2019)
- クリスマスソング (?) (Christmas Song) (2019)
- なまいきにスカート (?) (Namaiki ni Skirt) (2020)

## Source de la traduction
- (en) Cet article est partiellement ou en totalité issu de l’article de Wikipédia en anglais intitulé « Rena Nōnen » (voir la liste des auteurs).